# Nepenthes adnata
Nepenthes adnata ist eine auf der Insel Sumatra heimische fleischfressende Pflanze aus der Gattung der Kannenpflanzen (Nepenthes). Im Gegensatz zu vielen anderen Kannenpflanzenarten sind von Nepenthes adnata keine natürlichen Hybriden bekannt.

## Beschreibung
Nepenthes adnata wächst etwa 2 Meter hoch und bildet einen dünnen zylindrischen Stamm aus. Die elliptisch geformten Blätter sind gut 10 cm lang und 2 bis 4 cm breit. An jungen Pflanzen sind die Blätter deutlich breiter.
Die Kannen werden über 10 cm groß und sind etwa 3 cm breit.
Die männlichen Blüten entwickeln sich an über 10 cm langen Blütenrispen, die an einem rund 10 cm langen Stängel sitzen. Die einzelnen männlichen Blüten sind etwa 0,5 cm groß und sitzen an einem zirka 1 cm langen Stängel. Die weiblichen Blüten bilden sich an einer kürzeren Rispe, die Früchte sind bis zu 4 cm groß.

## Verbreitung
Die Art ist als Endemit im westlichen Teil der Insel Sumatra in Höhenlagen von 600 bis 1100 m heimisch.